# ولسوم، الست-ویهه
ولسوم (به هلندی: Welsum) یک منطقهٔ مسکونی در هلند است که در الست-ویهه واقع شده‌است. ولسوم ۶۰۰ نفر جمعیت دارد.